# Türkische Squashnationalmannschaft
Die türkische Squashnationalmannschaft ist die Gesamtheit der Kader des türkischen Squashverbandes. In ihm finden sich türkische Sportler wieder, die ihr Land sowohl in Einzel- als auch in Teamwettbewerben national und international im Squashsport repräsentieren.

## Historie
Die Türkei nahm mit einer Herrenmannschaft vereinzelt am European Nations Challenge Cup teil. 2005 belegte sie dabei den neunten Platz unter 16 teilnehmenden Mannschaften. Ihr Debüt bei einer Europameisterschaft gab die Herrenmannschaft 2006 in Wien, wo sie den 21. Platz belegte und dabei dank zweier abschließender Siege gegen die Isle of Man und Gibraltar drei Mannschaften hinter sich ließ. Die nächste Teilnahme erfolgte erst vier Jahre später in Aix-en-Provence, diesmal auch mit einer Damenmannschaft. Die Herrenmannschaft wurde ohne Sieg und ohne einen einzigen Spielgewinn 27. und damit ebenso Letzter wie die Damenmannschaft, die den 21. Platz belegte. Auch den Damen gelang in ihren fünf Begegnungen nicht ein Spielgewinn. Ähnlich verliefen die Europameisterschaften 2011 in Budapest für die Damenmannschaft. Erneut kam sie ohne Spielgewinn nicht über den letzten Platz hinaus, diesmal Rang 22. Die Herren wiederum waren etwas erfolgreicher, in dem sie wieder drei Mannschaften hinter sich lassen konnten und den 27. Platz unter 30 Mannschaften erreichten. Bei der vorläufig letzten Teilnahme 2013 in Marsa vermied es die Herrenmannschaft dank eines knappen Abschlusserfolgs gegen Litauen, erneut auf den letzten Platz abzurutschen, und schloss das Turnier auf Platz 27 ab. Die Damen beendeten den Wettbewerb einmal mehr als 22. und damit erneut Letzte. 2024 nahm die Türkei erstmals wieder mit beiden Mannschaften an einer Europameisterschaft teil. Die Herren schlossen das Turnier auf Rang 27 ab, die Damen auf Rang 28.
An einer Weltmeisterschaft nahm die Türkei bislang nicht teil.